# 日新火災海上保険
日新火災海上保険株式会社（にっしんかさいかいじょうほけん、英称:Nisshin Fire & Marine Insurance Co.,Ltd.）は、東京都千代田区と埼玉県さいたま市浦和区に本社を置く損害保険会社の一つで、東京海上グループに属する。

## 沿革
- 1908年6月 - 帝国帆船海上保険株式会社として設立[1]。
- 1910年8月 - 東洋海上保険株式会社と改称[1]。
- 1925年10月 - 東洋海上火災保険株式会社と改称[1]。
- 1942年4月 - 東明火災海上保険株式会社を合併[1]。
- 1943年7月 - 豊国火災保険株式会社、福寿火災保険株式会社と合併、現社名となる[1]。
- 1949年5月 - 東京証券取引所に上場[1]。
- 2006年9月 - 東証上場廃止。ミレアホールディングス（現東京海上ホールディングス）との株式交換を実施、同社の完全子会社となる[1]。

## 代表者

### 代表取締役社長
かっこ内は在任期間。
- 黒谷孝行（1996年6月 - 2000年4月）
- 野田道雄（2000年4月 - 2005年4月）
- 宮島洋（2005年4月-2012年6月）
- 村島雅人（2012年6月-2020年4月）
- 織山晋（2020年4月‐）

## 本社
- 東京本社　東京都千代田区神田駿河台2-3
- さいたま本社　さいたま市浦和区上木崎2-7-5